# San Jorge Nuchita
San Jorge Nuchita è un comune del Messico, situato nello stato di Oaxaca.